# Eldsopp
Eldsopp (Suillellus luridus) är en sopp i familjen Boletaceae. 

## Förekomst
Eldsoppen är vitt utbredd i Europa och uppges förekomma även i Asien och i Nordamerika österut från Klippiga Bergen (dock kan detta röra sig om en annan art). Den förekommer i södra Sverige norrut till Gästrikland , men den är inte en av de vanligare sopparna, förutom på Öland och Gotland. Den förekommer förmodligen i Finland (rapporter finns fån Åland och vid kusten väster om Helsingfors). Den är tämligen allmän i större delen av Danmark. I Norge förekommer den främst runt Oslofjorden, men fynd har rapporterats längs kusten upp till Troms.
Eldsopp förekommer i ädellövskog och parker, helst på kalkrik mark. Den bildar ektomykorrhiza med bokar och ekar, men även andra arter som lind, hassel och björkar. Fruktkroppar uppträder i Norden främst under augusti-september, men de kan förekomma redan i maj.

## Kännetecken
Hatten blir 10–15 centimeter bred och är hos unga exemplar halvklotlik, medan äldre exemplar har välvd hatt. Hatthuden är sammetsluden hos unga exemplar, men blir senare helt slät (något klibbig i väta), och är gulaktig eller gulbrunaktig med skiftningar i olivgrönaktigt (var. rubriceps har röd hatthud). Ett mycket bra kännetecken är att hattköttet nästan alltid är orangerött till vinrött alldeles närmast porlagret (vilket syns om man avlägsnar detta och i tvärnsnitt syns det ofta som en röd linje), vilket i sådana fall (såvitt känt) skiljer arten från övriga europeiska soppar utom den från Italien år 2013 nybeskrivna Suillellus mendax.. Rören är i början citrongula, men får en olivfärgad ton allteftersom sporerna mognar. Porerna är små och runda, djupröda till orange, ljusare närmast hattkanten, och blånar vid beröring. 
Foten blir 6–15 centimeter hög och är kraftig. Diametern kan vara upp mot 5 centimeter och vidast är den vid basen. Foten har gulaktig till orange grundfärg och vanligen ett purpurrött till svartrött grovt upphöjt ådernät som blånar vid beröring.
Köttet är rött i fotbasen, men i övrigt vanligen gult (var. erythroteron har körsbärsrött kött), och blånar något i snittytor. Eldsoppen har ingen särskild lukt och smaken anges ofta som mild (men Assyov anser den vara syrlig).
I de fall då ådernätet saknas kan eldsoppen förväxlas med blodsopp, men denna har inte rött hattkött närmast rören och har mörkare hatthud.

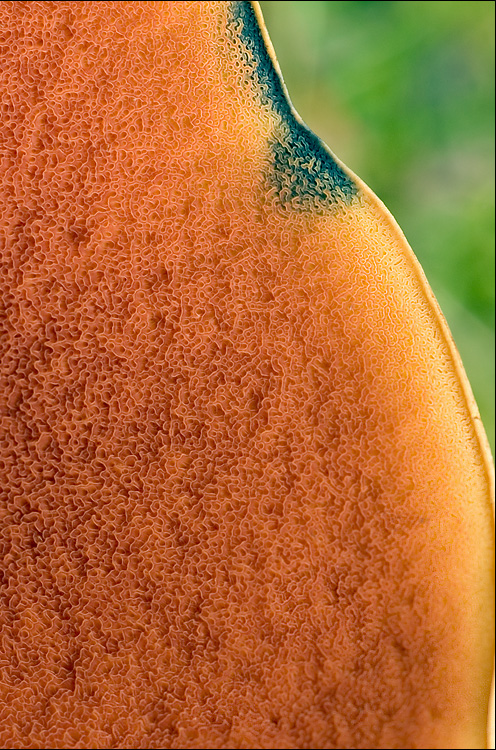
Närbild av porerna (någon har tummat på kanten).
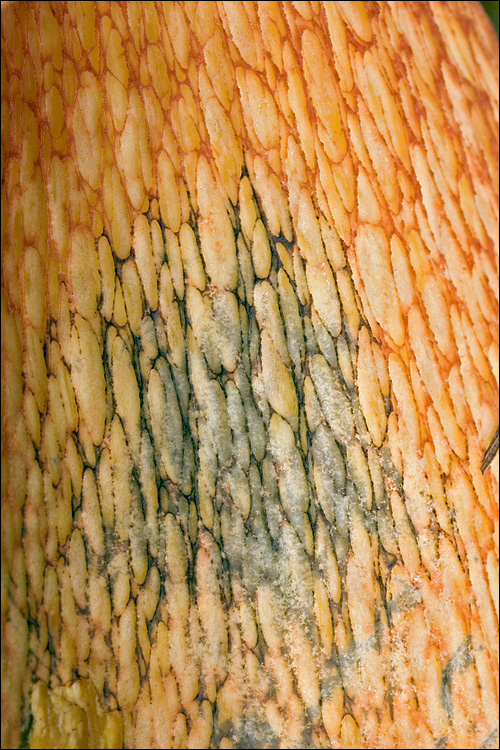
Det röda ådernätet blånar vid tryck.
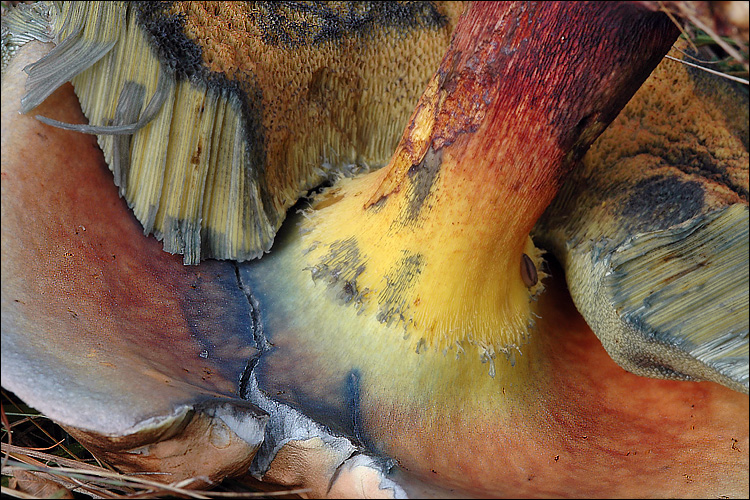
En del av rörlagret är borttaget så att man kan se att hattköttet är rödfärgat alldeles vid detta.

## Matsvamp
Eldsoppen är svagt giftig som rå och måste tillagas väl för att bli ätlig (Norsksopp anger den som en god matsvamp, men som måste kokas eller stekas i minst 20 minuter.). Nybörjare bör dock undvika soppar med rött ådernät. 

## Taxonomi
Eldsoppen beskrevs av Jacob Christian Schäffer 1774 som Boletus luridus. 1838 gjorde Elias Fries eldsoppen 1838 till typart för sektionen Luridi av Boletus. År 2014 flyttades den till det samtidigt återupprättade släktet Suillellus (för vilket den gjordes till typart) efter molekylärgenetiska studier.
Artnamnet luridus betyder ungefär "rökigt smutsbrun".